# Rhumboogie Café
Das Rhumboogie Café war ein Nachtclub in Chicago, der von 1942 bis 1947 bestand, zu dem auch ein kurzlebiges Plattenlabel gehörte.

## Der Nachtclub
Das Rhumboogie Café, das auch als Rhumboogie Club bezeichnet wurde, war ein Nachtclub in Chicago, der sich an der 343 East 55th Street befand und ein populärer Veranstaltungsort für Künstler aus den Bereichen Blues, Jazz, Bebop und Rhythm and Blues war. Der im April 1942 eröffnete Nachtclub gehörte Charlie Glenn und dem Box-Champion Joe Louis. Nach einem Brand musste der Club am 31. Dezember 1945 schließen und wurde im Juni 1946 wiedereröffnet, konnte aber nicht mehr an seine frühere Bedeutung anschließen und wurde im Mai 1947 geschlossen.

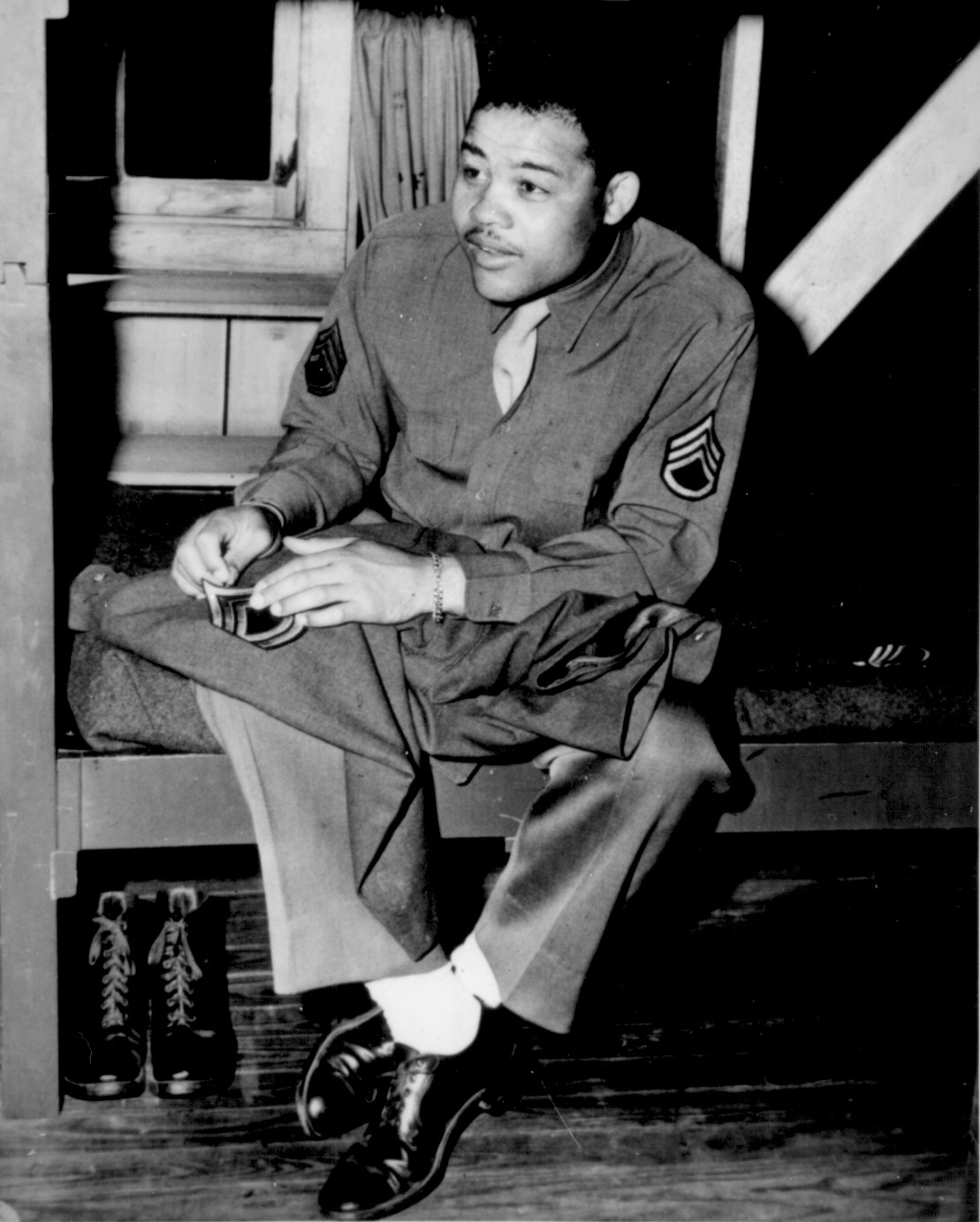
Joe Louis

Vorgänger des Rhumboogie Café war das ebenfalls an der 343 East 55th befindliche Dave’s Cafeacute, das im Mai 1934 eröffnet wurde und nach seinem Verkauf als Swingland Cafeacute weitergeführt wurde; gezeigt wurden Black and Tan-Shows und Revuen des Produzenten Joe „Ziggy“ Johnson. In dem Club traten u. a. die Bands von Horace Henderson, Jimmy Noone und Johnny Long auf. Im Juni 1940 schloss der Club, wurde eine Weile als Dave’s Café ab Juli 1940 weitergeführt, schloss jedoch bereits wieder im Februar 1942.
Am 17. April wurde der Club als Rhumboogie Cafe mit einer aufwendigen Show wiedereröffnet; bei der ersten Show trat Tiny Bradshaw mit seinem Orchester auf, außerdem fand eine Revue von Komödianten, Tänzern und Sängern statt. Die Show wurde wiederum von Joe „Ziggy“ Johnson produziert, der zuvor im Paradise von St. Louis gearbeitet hatte.
„Aushängeschild“ und Mitbesitzer des Clubs war der Boxchampion Joe Louis; da er jedoch nicht viel vom Geschäftsbetrieb verstand, war der eigentliche Manager Charlie Glenn, der jedoch bereits 1946 ausschied. Als Arrangeur hatte Glenn den Pianisten Marl Young engagiert, der zuvor im New Club Plantation tätig war. Neben Tiny Bradshaw traten im Rhumboogie Café auch T-Bone Walker, begleitet von der Milt Larkin Band, Fletcher Henderson, die International Sweethearts of Rhythm, Nat Towles, Little Miss Cornshucks, Sarah Vaughan, Dinah Washington (die dort noch als Ruth Lee Jones auftrat), das Jeter-Pillars Orchestra, Wynonie Harris und die sogenannte Dream Band aus Carroll Dickerson, Charlie Parker, Eddie Johnson, Tom Archia, Marl Young und weiteren Musikern auf.

## Das Rhumboogie-Label
Im Oktober 1944 begann die Rhumboogie Recording Company ihre Aktivitäten, als ein Konzert von T-Bone Walker aufgenommen wurde, begleitet von Marl Young, der die Rhumboogie-Hausband leitete, in der auch Red Saunders spielte. Die wenigen Veröffentlichungen des Labels wurden vom neu gegründeten Label Mercury vertrieben. Eine zweite Session des Rhumboogie-Labels erneut mit T-Bone Walker fand am 19. Dezember 1945 statt. Als das Rhumboogie Café im Juni 1946 wiedereröffnet wurde, bestanden Pläne, weitere Aufnahmen zu produzieren; das Label beendete jedoch bald darauf seine Aktivitäten. Es entstand lediglich noch eine Session mit Buster Bennett, die unter dem Namen seines Trompeters Charles Gray erschien.